# 病原体
病原体（びょうげんたい、英: pathogen）とは、生体（生物）に寄生して病気を起こさせる原生動物・細菌・ウイルスなどの生物。寄生する生物類のなかでも特に病原性を持つもの。
病原体によって起こされる病気のことを感染症という。

## 概要
病原体という概念を理解し何が病原体で何は病原体でないかを判別するには、寄生という現象と、病原性という複雑な概念を理解する必要がある。寄生は、一方の生物（この場合は微生物）が、他方の生物の身体のしくみなどを利用して生活するという関係になる現象である。このような寄生現象を宿主側（寄生される側）から見ると、身体に入りこんでくる寄生生物の多くはいわゆる「有害生物」であり病原性をもつ微生物である場合が多く、その場合に「病原体」と呼ばれている。ところが、寄生生物が病原性を持たない場合もあり、その場合はその寄生生物は「病原体」ではなく、つまり、ある寄生生物が「病原体」なのかそうでないかは、それが病原性を持つかどうかの判定に依っている。
病原性とは病気をおこさせる能力を意味するが、この語には複雑な内容が含まれており、ある微生物が病原性を持つか持たないかの判定は必ずしも容易なものではない。
病原体かどうかの判定のベースとなる病原性の判定がどうして複雑なのか説明する。寄生生物が宿主体内で生育する程度は、宿主という一種の環境が持つ生育促進因子と生育抑制因子のバランスの影響を受ける。生育促進因子とは、寄生生物が必要とする栄養素があることや寄生生物と宿主との親和性などであり、生育抑制因子とは宿主が持つ免疫システムなどの自己防御機構である。これらの因子は、宿主が植物か動物かでかなりの異なっているうえに、さらに言うとひとつひとつの種ごとにさまざまである。病気を発症するかどうかは、病原体と宿主との相関関係、相対関係（微生物種対生物種の関係、微生物種対生物個体の関係）によって結果が異なってくる。このようにして病原性の判定は複雑になっている。
さらに複雑なことに、病原性は多くの場合 種別で見た微生物の一般的な属性や特性として見なされてしまうことが多いが本当は必ずしもそうではなく、同じ種に分類される微生物の細かな違いに着目してひとつひとつ比較しても（たとえば変異種と変異種を比較しても）、それぞれの菌力（ビルレンス virulence）や毒力（病原力）には差がある、という複雑さがある。
病原体には次の特徴がある。
- 病原体は（肉眼的、および患者の外観からは）目に見えないものである。
- 健康なヒトに、ある病気の病原体が作用すると、その病気を発症する。病原体が作用していないヒトにその病気は発症しない。（発病の責任因子：必要十分条件である）
- 病気になった患者から、直接の接触や空気を介するなどのいくつかの経路によって、別のヒトに伝達されて病気を発症しうる（伝染性がある）
- 伝染によって（病原体を持っているはずの）患者が増加することから、病原体自体にも増える性質がある（増殖性がある）
- 伝染病にかかった患者が、別の場所に移動すると、その場所で新たに伝染病が発生する（可搬性がある）

## 分類
ヒトや動物において、病原体と呼ばれるものは、ウイルス、真正細菌、菌類、原生動物などの微生物のうち、宿主となる生物に病気を起こす性質を持ったものである。また微生物以外でも、回虫や線虫などのぜん虫（生物分類上では動物に属する）など、患者の外観からは見えない体内寄生虫も、しばしば病原体と呼ばれる。場合によっては、ノミやシラミなどの体外寄生虫もこれに含めて扱うことがある。また生物ではないが、先に挙げたものと同じ特徴を持った、異常プリオンタンパク質も病原体として扱われる。植物では、上記のほかにウイロイドと呼ばれる感染性をもつ核酸が病原体になりうる。

### 感染症法に基づく分類
日本の「感染症の予防及び感染症の患者に対する医療に関する法律」第一章総則（定義）第六条では、感染症の病原体及び毒素を、一種病原体等から四種病原体等までの特定病原体等と、特定病原体等に該当しない病原体等に分類している。
一種病原体等
病原性を有し、国民の生命及び健康に極めて重大な影響を与えるおそれがある病原体等（第19項）
二種病原体等
病原性を有し、国民の生命及び健康に重大な影響を与えるおそれがある病原体等（第20項）
三種病原体等
病原性を有し、国民の生命及び健康に影響を与えるおそれがある病原体等（第21項）
四種病原体等
病原性を有し、国民の健康に影響を与えるおそれがある病原体等（第22項）
特定病原体等に該当しない病原体等
病原性を有し、国民の健康に影響を与えるおそれがあるとはいえない病原体等

## 研究史、理解の歴史
感染症、特にヒトからヒトあるいは動物からヒトに感染する伝染病は、古くから人間の生命健康を脅かすものとして恐れられていたが、それらの感染症がなぜ起こるのかについては、近世にいたるまで不明であった。紀元前に提唱されたミアズマ説と、16世紀に提唱されたコンタギオン説の二つの仮説で長い間論争が続けられたが、19世紀にロベルト・コッホが、初めて病原性細菌の存在を実験的に証明することに成功し、コンタギオン説の後継である細菌説に軍配があがった。その後、ウイルスの発見なども含めて、多くの微生物が病原体となることが明らかになっていった。

### ミアズマ説とコンタギオン説
古い時代には、感染症は他の天災と同様に一種の神罰ではないかと考えられていたが、身分や人種などには無関係に、また一カ所に集中して蔓延し、それがときには信仰を異にする複数の国にわたって発生することから、この考えは次第に否定されていった。そしてヒポクラテスが活躍した紀元前4世紀頃には、ミアズマ説（瘴気説）と呼ばれる説が提唱された。ミアズマ説は、何らかの原因によって汚染された空気（瘴気、ミアズマ）に、ヒトが触れることによって病気になるという説である。この説の中核をなす「瘴気」の存在は19世紀以降に否定されていくものの、「外因性の原因物質によって病気が発生する」という病原体の基礎概念を初めて提唱したことは、医学上の重要な転機となった。これらの古くからの考え方は長い間信じられ、現在でもマラリア（イタリア語で「悪い空気」を意味するmal ariaに由来）、インフルエンザ（天体の運行や寒気によって「影響される」という意に由来）などの病名にその名残りが見られる。
14世紀から16世紀にかけて、天然痘やペスト、梅毒などの大流行がヨーロッパで発生すると、これらの感染症にかかった患者の移動に伴って感染が拡大しうることから、瘴気では説明のつかない「病気を媒介する何か」の存在が漠然と認識されるようになった。1546年、ジローラモ・フラカストロはこの考えをさらに押しすすめて、コンタギオン説（接触伝染説）を提唱した。この中でフラカストロは、生きた伝染性生物（contagium vivim, contagium animatum）との接触によって発病し、さらにこれらが他のヒトに伝達されることで広まるという考えを示した。さらに、フラカストロはこの伝染の形態を、(1)患者との直接接触によるもの、(2)何らかの媒介物を経るもの、(3)離れた患者から伝染する（空気感染する）もの、の3つに分類することで、伝染病が広まるメカニズムを説明した。この説は、病原体の本体が生物であるばかりでなく、その伝染についても的確に予言したものであった。現代の観点からは、ミアズマ説ではなくコンタギオン説の方が真相に迫るものであることが判明したものの、当時はこのフラカストロの説についても、科学的に証明することができなかった。

このため、ミアズマ説とコンタギオン説は多くの論争を起こしながらも、互いに決め手となる証明がないまま、ともに単なる仮説として扱われた。当時の人々は、やがて病気の種類によってミアズマが原因になる場合とコンタギオンが原因になる場合の両方があるものと考えるようになった。

### 細菌説と環境説
一方、この医学的な流れとはまったく独立に、17世紀にレーウェンフックが顕微鏡を用いてさまざまな微生物を発見し、細菌学（微生物学）という学問分野が開拓された。ただし当時の細菌学は博物学的な研究を中心としたものであり、これらの微生物が、人間の生活と何等かのかかわりを持つとは、全く考えられなかったようである。18世紀の終わり頃には、微生物学の進展に伴って、既に伝染病患者の病理組織や血液、糞便などに特定の微生物が存在するという知見が積み重ねられ、コンタギオン説を支持していた医学研究者にとって重要な論拠になっていた。しかしながら、当時はまだ細菌を分離して純粋培養するための技術が確立していなかったため、ミアズマ説支持者の反論をかわすことができず、決定的な証明には至らなかった。
19世紀になって、ルイ・パスツールは細菌の液体培養法を確立したことで、細菌学の進展に大きな貢献を果たした。当初、彼は医学ではなく醸造学の分野から発酵の研究に携わり、そこから自然発生説の検証へと進んでいったが、微生物の活動が意外に大きな影響力を持つこと、それが空気中などに多数飛散していることを明らかにし、それらが発酵などの役に立つ面と、食品の腐敗などの有害な面の、両方の面からヒトの生活に関わっていることを見いだした。さらに彼は、この考えを医学の方向にも発展させ、微生物が作り出す腐敗物質が一種の毒素としてヒトに作用することで病気が発生するのではないかという説を唱え、空気中の埃には微生物が多数いること、それらの中にはどんな危険なものが含まれているかもしれないとの懸念を発表した。このパスツールの考えはコンタギオン説を支持するものであり、細菌こそがコンタギオン説に言う「生きた伝染性生物」の本体であるという説（細菌説）という新しい概念を示した。また同時に、腐敗という現象を明らかにしたことでその病原性のメカニズムをも説明しようとするものであった。
1865年、パスツールは南フランスの養蚕業者からカイコの病気の対策について指導を求められ、その原因となる微粒子病の原因となる微生物を発見した。これが最初に発見された病原体であるとも言われる。しかしながら、パスツールの液体培養法では複数の細菌が混じった状態での培養しかできず、病原菌を単独で分離培養することができなかったため、これもまた病原体を実験的に証明したことにはならなかった。
パスツールによる腐敗現象の発見は、決定的な証明にこそならなかったもののコンタギオン説にとって大きな支えになった。しかしこれに対して、マックス・フォン・ペッテンコーファーは、従来のミアズマ説にパスツールの発見を取り入れた環境説という新しい概念を提唱して反論した。ペッテンコーファーは下水道の整備によってさまざまな疫病の発生を食い止めたという実績から、環境（特に土壌）汚染との関連が説明しやすいミアズマ説を支持していた。パスツールの細菌説は、(1)細菌がヒトに感染し、(2)ヒトの体内で腐敗物質を作り出し、(3)その腐敗物質が毒素になり発病する、という考えであったが、これに対してペッテンコーファーは、(1)ヒト体内の細菌（これはそのままでは病原性を持たない）が排泄されて土壌や水を汚染し、(2)汚染した細菌が土中や水中で増殖して腐敗物質を作り出し、(3)その腐敗物質がミアズマとしてヒトに作用して発病させる、という考えを示した。

### コッホによる実験的証明
パスツールにやや遅れて、ドイツのロベルト・コッホが医学の分野から、病原体としての細菌の研究を開始した。コッホは切ったジャガイモの断面でのカビの生え方をヒントに、液体培地をゼラチンなどで固めた固体培地を発明して細菌の固体培養法を確立した。固体培養法では液体培養法とは異なり、病原菌と他の細菌の混じり合った中から、それぞれを独立した別のコロニーとして分離し、純粋培養を行うことが可能となったため、分離した一種類の細菌についてのみ、その病原性を研究することが、ようやく可能になった。
コッホはこの手法を用いて、学生時代の恩師の一人であったヤーコプ・ヘンレが提唱していた、病原体を証明するために必要な三つの原則（ヘンレの原則、コッホの原則の1-3に対応）に従い、細菌説の証明に取り組んだ。そして1876年に、炭疽症を起こした動物から分離した炭疽菌の病原性について、ヘンレの原則を満たすことを示した。また、この後にさらに実験感染した動物の体内から炭疽菌が分離できることも証明し（コッホの原則の第4条件にあたる）、細菌説が科学的に正しいことを実験的に証明した。
さらにコッホは1882年に、ヒト結核の病原体として結核菌を分離し、ヒトの病気についても細菌説が正しいことを実験的に証明した。これと同時に4条件からなるコッホの原則を公表した。この原則は、以下の4つの条件から成り立つ。
1. ある一定の病気には一定の微生物が見出されること
2. その微生物を分離できること
3. 分離した微生物を感受性のある動物に感染させて同じ病気を起こせること
4. そしてその病巣部から同じ微生物が分離されること

この4つの条件をすべて満たすことが、ある微生物が特定の病気の病原体であることの厳密な条件となる。これを受けて、医学研究者らの関心が一気に細菌学に向けられることになり、20世紀の当初までに、主要な伝染病の病原体が発見されていった。
ただし、コッホ以降の医学の進展によって、この条件のすべては満たさない（2つか3つの条件のみを満たす）場合でも、他の疫学研究などの知見と併せて、病原体として認められた微生物もある。
一方、環境説を支持していたペッテンコーファーは、コレラの病原体が細菌であるとする説に異を唱えて、1892年にコレラ菌を自ら飲む自己実験を行うことで自説の正しさを証明しようとした。この結果、ペッテンコーファー自身は激しい下痢を起こしたものの、コレラの主症状とされる脱水症状を起こさなかったため、細菌説の正しさに対してクレームがつけられる結果となった。しかしその後、他の研究者による追試の結果などから、最終的には、病原菌の毒性と宿主の抵抗性の、力のバランスによって発病するかどうかが決まることが次第に明らかになり、さらにその欠点を補いながら、細菌説の方がより正しい学説であることが証明されていくことになり、長く続いた環境説やミアズマ説との論争に決着がつけられた。
発見の経緯から、19世紀には病原体はすべて細菌であると考えられていたが、その後、微生物学の発展に伴ってその分類が進み、真正細菌だけでなく菌類や原生生物にも、宿主に病気を起こす性質（病原性）を持つものが見つかった。また細菌を取り除くことが可能な素焼き陶器製の濾過器を通過しても病原性が残る濾過性病原体として、ウイルスが発見され、病原体には細菌以外にも、さまざまな微生物、ウイルスが含まれることが明らかになった。

### 主要病原体の発見史
| 病名                       | 発見年 | 病原体発見者                                               |
| -------------------------- | ------ | ---------------------------------------------------------- |
| ハンセン病                 | 1875年 | アルマウェル・ハンセン（ノルウェー）                       |
| 炭疽菌（炭疽症）           | 1876年 | ロベルト・コッホ（ドイツ）                                 |
| マラリア                   | 1880年 | シャルル・ルイ・アルフォンス・ラヴラン（フランス）         |
| 腸チフス                   | 1880年 | カール・エーベルト（ドイツ）                               |
| 結核                       | 1882年 | ロベルト・コッホ（ドイツ）                                 |
| コレラ                     | 1883年 | ロベルト・コッホ（ドイツ）                                 |
| ジフテリア菌（ジフテリア） | 1883年 | エミール・フォン・ベーリングと北里柴三郎                   |
| 破傷風                     | 1884年 | アルトゥール・ニコライアー（ドイツ）                       |
| ブルセラ症                 | 1887年 | デビッド・ブルース（イギリス）                             |
| ペスト                     | 1894年 | アレクサンドル・イェルサン（フランス）、北里柴三郎（日本） |
| 赤痢                       | 1898年 | 志賀潔（日本）                                             |
| 梅毒                       | 1905年 | フリッツ・シャウディン（ドイツ）                           |
| 百日咳                     | 1906年 | ジュール・ボルデ（フランス）                               |
| チフス                     | 1909年 | シャルル・ジュール・アンリ・ニコル（フランス）             |

### 対策の歴史
病原体に対する的確で有効な対策として、最も古いものはジェンナーが種痘法を開発したことであるが、彼はその機構についての理解がなかったので、応用はできなかった。ジョゼフ・リスターによる消毒法は、手術等の際の細菌感染による敗血症などの発生を抑えるのには大きな効果があったが、これも一般の感染症に対応できるものではない。
病原体が発見されたことで、対策を講じるべき対象がはっきりしたわけであるが、実際に具体的な対応策が発見されたわけではない。パスツールのカイコの微粒子症にせよ、コッホによる炭疽菌の発見にせよ、ひとまず考えられたのは、病原体をもつ個体やそれに触れた周囲のものを燃やす、あるいは埋めるという対策であって、これはそれ以前に行なわれていた対応とほとんどかわらないものである。わずかにコッホによる、炭疽菌は低温では働かなくなるとの発見が合理的裏付けとなったにすぎない。
本格的に役に立つ対応策の最初のものは、パスツールによる炭疽菌ワクチンの開発である。これは、根本的には種痘と同様のものだが、まず弱毒化させた病原体を接種して、動物体に免疫をつけさせるという理論的裏付けができたので、応用が利いた。彼はその後狂犬病やニワトリコレラのワクチンも開発した。この技術によって多くの伝染病に対して予防接種で対抗することが可能となった。また、北里らによる血清療法は、この原理に基づきながら、応用の幅を大きく広げたものである。
ワクチンは人間の生体防御の機構を利用したものであるが、これに対して病原体を直接に攻撃対象とする方法として発見されたのがペニシリンである。1929年にアレクサンダー・フレミングは、アオカビが細菌の生育を阻害するのを観察し、その原因の化学物質を取り出し、これにペニシリンと名を付けた。この物質は特にグラム陽性菌には強い効果を示した。これに刺激を受け、微生物の分泌する抗生物質探しが行われるようになり、放線菌から発見されたストレプトマイシンを始め、多くのものが発見、使用されるようになった。

## 利用
生物による利用
生物のなかには自らの天敵を遠ざけるために、天敵にとっての病原体を自身の身体のうちに寄生させている例、いわゆる天敵防除に利用する例がある。
兵器
ヒトにとっての病原体を一種の兵器として使い、敵に感染させ、敵の命を奪ったり戦闘不能な状態に陥らせる、という手法がある。生物兵器と分類される。
歴史的には、アレクサンダー大王が用いた手法も記録に残されている。アレクサンダー大王は部下に命じて、ペスト患者が着ていた病原体まみれの衣服を敵軍の兵士の多くが利用するであろう井戸にこっそり投げ込ませたところ、狙い通りに、何も知らない敵軍の兵士たちはその水を飲み、敵軍内で猛烈な勢いでペストの感染が広がり、戦闘不能状態、壊滅状態になり、アレクサンダー大王は交戦せずに敵軍を打ち破ることができた、という。